# USCGC Healy (WAGB-20)
USCGC Healy (WAGB-20) (Хили) — один из двух имеющихся у США тяжёлых арктических ледоколов. Введён в эксплуатацию в 1999 году. Приписан к Сиэтлу и входит в отряд военизированных судов Береговой охраны США.
Длина — 128 метров. Наибольшая ширина — 25 метров. Водоизмещение — 16 тысяч тонн. Крейсерская скорость — 12,5 узла. Максимальная скорость — 17 узлов. Способен пробивать на ходу лёд толщиной до 1,5 метра. Оснащён двумя вертолётами HH-65 Dolphin.
Личный состав — 67 постоянных членов экипажа, 8 человек вертолётной команды, 35-50 научных сотрудников.
Помимо выполнения задач службы береговой охраны ледокол «Хили» официально является также в США головным судном для проведения гражданских научных исследований и экспедиций по океанографии, изучению химического состава морской воды и свойств льда, морской флоры и фауны, для чего на борту ледокола имеется научная аппаратура, лаборатории и спецоборудование, включая донные сонары, водолазное оборудование и вертолёт. Для работы с подводной акустикой ледокол может контролировать шумы от своей двигательной установки.
В начале августа 2020 года, завершив 26-дневное патрулирование в рамках операции «Арктический щит» (ArcticShield), целью которого была демонстрация присутствия США в Арктическом регионе, ледокол «Хили» направился в Арктику для выполнения очередной миссии «обеспечение национальной безопасности и проведение научных операций». 10 августа 2020 года, после выхода из морского порта Сьюард (штат Аляска), в 21:30 (МСК) на борту ледокола «Хили» воспламенился правый главный двигатель. В результате получасового пожара, на ледоколе был выведен из строя силовой двигатель и вал правого борта.